# 因德麗亞蒂·伊斯卡克
因德麗亞蒂·伊斯卡克（1942年6月9日—），原名因德麗亞蒂·格拉爾德·伯爾納爾迪納（Indriati Gerald Bernardina），印度尼西亞（印尼）演員、心理學家和營銷家。她在從影期間因參演由烏斯瑪爾·伊斯邁耳（Usmar Ismail）執導的《閃亮三姊妹》（Tiga Dara）而知名。她及後曾參演八部電影，亦曾成立自己的女子音樂團體，直至1963年息影為止。她在1968年獲得印度尼西亞大學心理學學士學位，之後曾在耶加達藝術學院（Institut Kesenian Jakarta）任教心理學，並曾在聯合利華任職26年。自1994年起，她成為馬基馬基（Makki Makki）的營銷顧問。

## 生平

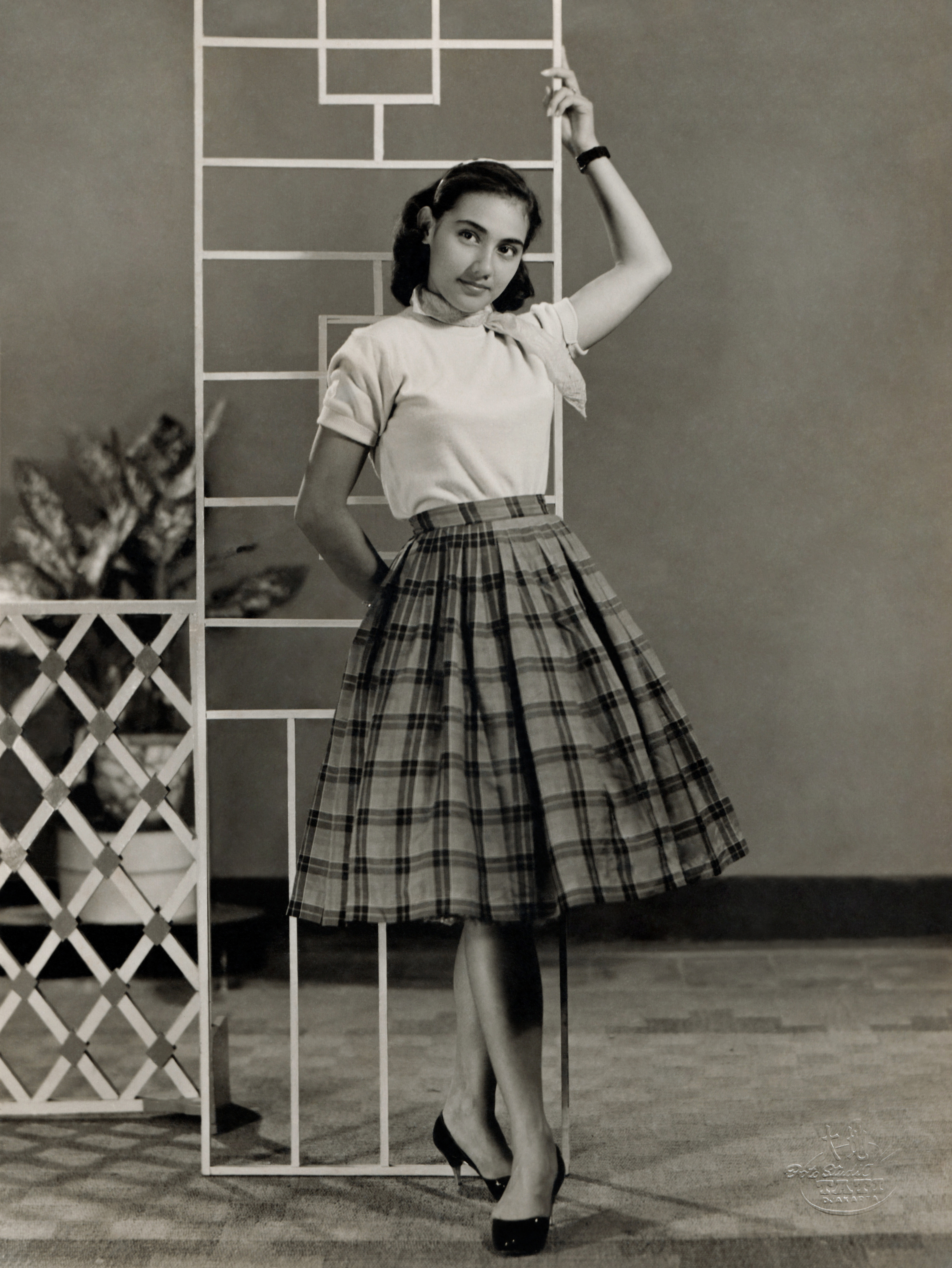
約1960年的因德麗亞蒂·伊斯卡克

因德麗亞蒂在1942年6月9日生於日佔東印度泗水。她是教育家和電影導演羅拔·伊斯卡克（Robert Iskak，1912年－2002年）的女兒。
因德麗亞蒂首部參演的電影是由烏斯瑪爾·伊斯邁耳執導，與芝特拉·黛薇和米耶克·維查亞一同主演的《閃亮三姊妹》，她在電影中飾演因母親逝世而由祖母撫養的三姊妹中的老么嫩妮（Nenny）。該電影在票房上取得成功，因德麗亞蒂亦因其自然的演技而獲得更高的知名度。
1957年，因德麗亞蒂參演另一部由伊斯邁耳執導的電影《衝突》（Sengketa），並在片中飾演一名困難重重家庭中的女兒。及後她亦參演了由林言容（Wim Umboh）執導的《滾軸溜冰冠軍》（Djuara Sepatu Roda）和《三朵玫瑰》（Tiga Mawar）兩片。1959年，她與麗瑪·馬拉蒂（Rima Melati）、蓋比·曼波（Gaby Mambo）和巴比·胡娃（Baby Huwae）組成女子團體「寶貝娃娃」（Baby Dolls）。
因德麗亞蒂在1963年拍畢由其父親執導的《金葉》（Daun Emas）後息影。其在1950年代至1960年代期間的知名度，使當時印尼的電影導演開始物色擁有荷裔樣貌的演員，亦因而推動諸如莉迪亞·坎杜（Lydia Kandou）、梅里亞姆·貝利納（Meriam Bellina）和塔瑪拉·布萊申斯基（Tamara Bleszynski）等演員的演藝生涯。印尼民族電影公司（Perfini）宣傳電影《女生宿舍》（Asrama Dara）時，便將參演的荷裔演員蘇珊娜（Suzzanna）稱為「下一個因德麗亞蒂·伊斯卡克」。
息影後，因德麗亞蒂就讀印度尼西亞大學，並在1968年獲得心理學學士學位。及後，她曾在印尼空軍的心理輔導部門任職，其後在1970年代轉投聯合利華，並在該公司任職二十六年。在聯合利華期間，她曾從事市場研究、市場管理和推廣的工作。在其離開聯合利華前夕，她負責該公司印尼分公司的電腦化工作。她亦在1970年代中期在耶加達藝術學院教授心理學，以及曾擔任十五年天主教學校斯特拉達系統理事會的成員。
1994年起，因德麗亞蒂在馬基馬基擔任品牌顧問。

## 個人生活
因德麗亞蒂在1962年5月15日下嫁印尼空軍軍官，哈利姆·珀達納庫蘇馬（Halim Perdanakusuma）之弟馬基·珀達納庫蘇馬（Makki Perdanakusuma，1928年－2014年），兩人育有兩女一子，其中大女兒薩妮亞和兒子薩克蒂與母親一同在馬基馬基任職。

## 作品
在其六年從影生涯中，因德麗亞蒂曾參演九部電影：
- 《閃亮三姊妹》（1956年）
- 《衝突》（1957年）
- 《滾軸溜冰冠軍》（1958年）
- 《三朵玫瑰》（1959年）
- 《被遺忘的村莊》（Desa yang Dilupakan，1960年）
- 《過馬路的女孩》（Gadis Diseberang Djalan，1960年）
- 《最珍貴的人》（Djantung Hati，1961年）
- 《還有明天》（Masih Ada Hari Esok，1961年）
- 《金葉》（1963年）

## 腳註
1. ↑  Biran 1979，第406頁.
2. ↑  Kristanto 2007，第46頁.
3. ↑  Biran 2009，第152頁.
4. ↑  Kristanto 2007，第48–49頁.
5. ↑  Kristanto 2007，第50, 52頁.
6. 1 2 3 4 5  Biran 1979，第228頁.
7. ↑  Kristanto 2007，第64頁.
8. ↑  Apa Siapa 1999，第238頁.
9. ↑  Imanjaya 2006，第112頁.
10. 1 2 3 4  Makki Makki, Indri.
11. ↑  Prabowo 2014.
12. ↑  Filmindonesia.or.id, Filmography.